# Horst Müller (Verleger)
Horst Müller (* 5. August 1932 in Braunschweig; † 24. März 2016 in Aurich) war ein deutscher Buchhändler, Autor und Verleger mit dem Schwerpunkt Papageien. Er gilt als Pionier der westdeutschen Papageienliteratur.

## Leben
In seinem 1968 in Braunschweig gegründeten Horst Müller-Verlag, der ab 1981 ansässig war in Bomlitz, erschienen zahlreiche papageienkundliche Bücher. Ebenfalls ab 1968 war er einer der ersten spezialisierten Fachbuchhändler für den Bereich der Ornithologie bzw. Vogelhaltung. Sein Buchprogramm wurde im Souvenirshop des Vogelpark Walsrode angeboten. Etwa 1973 – noch mit Erscheinungsort Braunschweig – Farbiger Atlas Papageien von Wolfgang de Grahl. Später erschien die nach Artgruppen unterteilte und zahlreiche Bände umfassende Enzyklopädie der Papageien und Sittiche, deren erster Band von Horst Bielfeld die Gattung Agapornis behandelt. Unter den Autoren der weiteren Bände und Ergänzungsbände befinden sich zahlreiche bekanntere Papageienautoren, darunter Karl Diefenbach, Eckhard Lietzow, Renate Ehlenbröker und Jörg Ehlenbröker, Hans Strunden, Thomas Arndt, Angelika Fergenbauer-Kimmel, Georg A. Radtke sowie Werner Lantermann. 1988 gründete Horst Müller zusammen mit Thomas Arndt den Verlag Arndt & Müller, der heute als Arndt-Verlag weiter existiert. Von 1988 bis 1990 erschien im Horst Müller-Verlag die Fachzeitschrift Papageien, die danach im Arndt-Verlag weiterhin verlegt wurde und bis heute erscheint.
Neben seiner Arbeit als Verleger und Autor war Horst Müller auch als Fotograf bekannt. Zahlreiche seiner Vogelfotos stammen aus dem Vogelpark Walsrode, als dessen „Hausfotograf“ er zeitweilig galt. Die quadratischen Kalender und auch die Postkarten mit Vogelmotiven aus dem Horst Müller-Verlag waren europaweit bekannt. 1977 gelang ihm die deutsche Erstzucht der Weißstirnamazone (Amazona albifrons).